# Дамангурський театр
Дамангурський театр (араб. دار أوبرا دمنهور, англ. Damanhurian Theatre) — оперний театр у єгипетському місті Дамангурі, створений 1930 року.
Дамангурський театр є наймолодшим оперним театром у країні, і взагалі третім у Єгипті (після Каїрського та Александрійського), одним з 6 оперних театрів на Африканському континенті.
Для Дамангура театр має величезне значення, відіграючи роль головного міського осередку культури — тут відбуваються численні різноманітні культурні заходи. Театральна діяльність, таким чином, включає не лише постановку і показ вистав, а й семінари та курси, відкриті для загалу, в т.ч. і для приїжджих, і крім того літній фестиваль Art di Chy, що влаштовується Дамангурською Асоціацією (Damanhur Association), Artemusica тощо. 
2007 року коштом держави було здійснено відновлювальні роботи розкішної будівлі Дамангурського театру.